# Teoria da gestão do terror
A teoria da gestão do terror (em inglês: terror management theory (TMT)) é uma teoria da psicologia social e evolutiva proposta originalmente por Jeff Greenberg, Sheldon Solomon e Tom Pyszczynski e codificada em seu livro The Worm at the Core: On the Role of Death in Life (2015). Ela propõe que um conflito psicológico básico resulta ao se ter um instinto de autopreservação ao mesmo tempo em que se percebe que a morte é inevitável e, em certa medida, imprevisível. Esse conflito produz terror, e o terror é gerenciado adotando crenças culturais ou sistemas simbólicos que agem para combater a realidade biológica com formas mais duráveis de significado e valor.
Os exemplos mais óbvios de valores culturais que atenuam a ansiedade da morte são aqueles que pretendem oferecer imortalidade literal (por exemplo, crença na vida após a morte, religião). No entanto, a TMT também argumenta que outros valores culturais – incluindo aqueles que aparentemente não têm relação com a morte – oferecem imortalidade simbólica. Por exemplo, valores de identidade nacional, posteridade, perspectivas culturais sobre sexo, e superioridade humana sobre animais têm sido associados a preocupações com a morte. Em muitos casos, acredita-se que esses valores ofereçam imortalidade simbólica: a) ao fornecer a sensação de que alguém faz parte de algo maior que finalmente sobreviverá ao indivíduo (por exemplo, país, linhagem, espécie) ou b) ao tornar a identidade simbólica superior à natureza biológica (ou seja, você é uma personalidade, o que faz de você mais do que um amontoado de células).[carece de fontes?]
Como os valores culturais determinam o que é significativo, eles também são a base da auto-estima. A TMT descreve a auto-estima como a medida pessoal e subjetiva de quão bem um indivíduo está vivendo de acordo com seus valores culturais.
A TMT é derivado da obra de 1973 do antropólogo Ernest Becker, vencedora do prêmio Pulitzer de não-ficção, The Denial of Death, em que Becker argumenta que a maioria das ações humanas são tomadas para ignorar ou evitar a inevitabilidade da morte. O terror da aniquilação absoluta cria uma ansiedade – embora subconsciente – tão profunda nas pessoas que elas passam suas vidas tentando racionalizar isso. Em grandes escalas, as sociedades constroem símbolos: leis, sistemas religiosos de significado, culturas e sistemas de crenças para explicar o significado da vida, definem o que torna certas características, habilidades e talentos extraordinários, recompensam outros a quem acham que exemplificam certos atributos e punem ou matam outras pessoas que não aderem à sua visão cultural do mundo. No nível individual, a autoestima oferece um amortecedor contra a ansiedade relacionada à morte.

## Contexto
A ideia da morte, o medo dela, assombra o animal humano como nenhuma outra coisa; ela é a fonte principal de toda atividade humana — atividade projetada em grande parte para evitar a fatalidade da morte e superá-la ao negar de alguma forma que ela é o destino final do homem.

Ernest Becker, 1973
O antropólogo cultural Ernest Becker afirmou em seu livro de 1973 The Denial of Death que os seres humanos, como animais inteligentes, são capazes de compreender a inevitabilidade da morte. Eles então passam a vida construindo e acreditando em elementos culturais que ilustram como se destacar como indivíduos e dar significado e significado às suas vidas. A morte cria uma ansiedade nos seres humanos; ela ocorre em momentos inesperados e aleatórios, e sua natureza é essencialmente desconhecida, fazendo com que as pessoas gastem a maior parte de seu tempo e energia tentando explicá-la, adiá-la e evitá-la.
Becker expôs os escritos anteriores de Sigmund Freud, Søren Kierkegaard, Norman O. Brown e Otto Rank. Segundo o psiquiatra clínico Morton Levitt, Becker substitui a preocupação freudiana pela sexualidade pelo medo da morte como a principal motivação no comportamento humano.
As pessoas desejam pensar em si mesmas como seres de valor e importância, com uma sensação de permanência, um conceito em psicologia conhecido como auto-estima. Esse sentimento contraria a dissonância cognitiva criada pela percepção de um indivíduo de que ele pode não ser mais importante do que qualquer outro ser vivo. Becker refere-se à alta auto-estima como heroísmo:
o problema da heroicidade é o maior problema da vida humana, que ele penetra na natureza humana mais do que qualquer outra coisa, porque se baseia no narcisismo organísmico e na necessidade de auto-estima da criança como a condição de sua vida. A própria sociedade é um sistema de heróis codificado, o que significa que a sociedade em todos os lugares é um mito vivo da significância da vida humana, uma criação desafiadora de significado.
A lógica por trás das decisões relacionadas à própria saúde pode ser explorada por meio de um modelo de gerenciamento do terror. Um artigo de pesquisa de 2008 da Psychological Review propõe um modelo de três partes para entender como a consciência da morte pode ironicamente subverter comportamentos de promoção da saúde ao redirecionar o foco de alguém para comportamentos que constroem auto-estima: "A proposição 1 sugere que pensamentos conscientes sobre a morte podem instigar respostas orientadas para a saúde destinadas a remover pensamentos relacionados à morte do foco de atenção atual. A proposição 2 sugere que a ressonância inconsciente da cognição relacionada à morte promove defesas auto-orientadas voltadas para manter não a própria saúde, mas sim uma sensação de significado e auto-estima. A última proposição sugere que os confrontos com o corpo físico podem enfraquecer as defesas simbólicas e, assim, apresentar uma barreira não reconhecida anteriormente às atividades de promoção da saúde."

### Cenário evolutivo
Os teóricos da gestão do terror consideram a TMT compatível com a teoria da evolução: Medos válidos de coisas perigosas têm uma função adaptativa que ajudou a facilitar a sobrevivência dos genes de nossos ancestrais. No entanto, a ansiedade existencial generalizada resultante do conflito entre o desejo de vida e a consciência da inevitabilidade da morte não é adaptativa nem escolhida. A TMT vê a ansiedade existencial como um subproduto infeliz dessas duas tendências humanas altamente adaptativas, e não como uma adaptação que o processo evolutivo selecionou por suas vantagens. Assim como o bipedalismo humano confere vantagens e desvantagens, a ansiedade da morte é uma parte inevitável de nossa inteligência e consciência dos perigos.
A ansiedade em resposta à inevitabilidade da morte ameaçava enfraquecer o funcionamento adaptativo e, portanto, necessitava de melhoria. A TMT postula que a humanidade usou as mesmas capacidades intelectuais que deram origem a esse problema para formar crenças e valores culturais que forneciam proteção contra essa ansiedade em potencial. A TMT considera essas crenças culturais (mesmo as desagradáveis e assustadoras, como rituais de sacrifício humano) quando gerenciam a ansiedade potencial de morte de uma maneira que promova crenças e comportamentos que facilitaram o funcionamento e a sobrevivência do coletivo.
Os caçadores-coletores usaram suas habilidades cognitivas emergentes para facilitar a solução de problemas práticos, como necessidades básicas de nutrição, acasalamento e fabricação de ferramentas. À medida que essas habilidades evoluíam, também surgiu uma consciência explícita da morte. Porém, uma vez que essa consciência se materializou, o potencial de terror ela que criou acabou por gerar pressão sobre concepções da realidade emergentes. Qualquer formação conceitual que fosse amplamente aceita pelo grupo precisava fornecer um meio de gerenciar esse terror.
Originalmente, o surgimento da moralidade evoluiu para facilitar a coexistência dentro dos grupos. Juntamente com a linguagem, a moralidade cumpria funções pragmáticas que prolongavam a sobrevivência. A luta para negar a finalidade da morte cooptou e mudou a função dessas invenções culturais. Por exemplo, os neandertais podem ter começado a enterrar seus mortos como um meio de evitar odores desagradáveis, parasitas infestados por doenças ou necrófagos perigosos. Mas durante a era do Paleolítico Superior, essas práticas pragmáticas de sepultamento parecem ter sido imbuídas de camadas de desempenho ritual e crenças sobrenaturais, sugeridas pela decoração elaborada de corpos com milhares de miçangas ou outros marcadores. Alimentos e outras necessidades também foram incluídos na câmara funerária, indicando o potencial de um sistema de crenças que incluía a vida após a morte. Atualmente, em muitas culturas humanas, os funerais são vistos principalmente como eventos culturais, vistos através das lentes da moralidade e da linguagem, com pouco pensamento dado às origens utilitárias de enterrar os mortos.
A história evolucionária também indica que "os custos de ignorar ameaças superaram os custos de ignorar oportunidades de autodesenvolvimento". Isso reforça o conceito de que as necessidades abstratas de auto-estima individual e em grupo podem continuar sendo selecionadas pela evolução, mesmo quando às vezes conferem riscos à saúde física e ao bem-estar.